# Xysticus audax massanicus
Xysticus audax là một phân loài nhện trong họ Thomisidae.
Loài này thuộc chi Xysticus. Xysticus audax massanicus được Eugène Simon miêu tả năm 1932.

## Hình ảnh

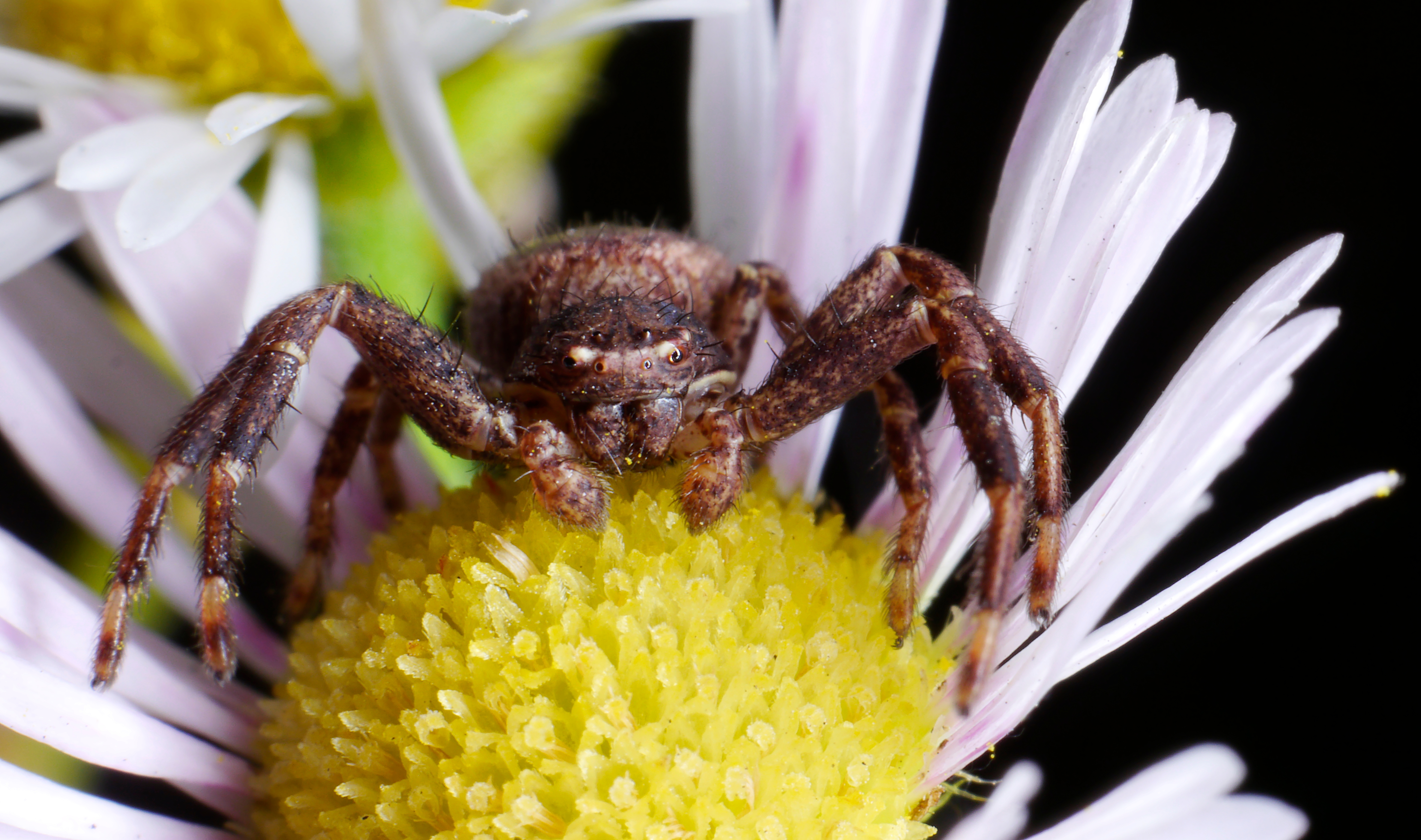
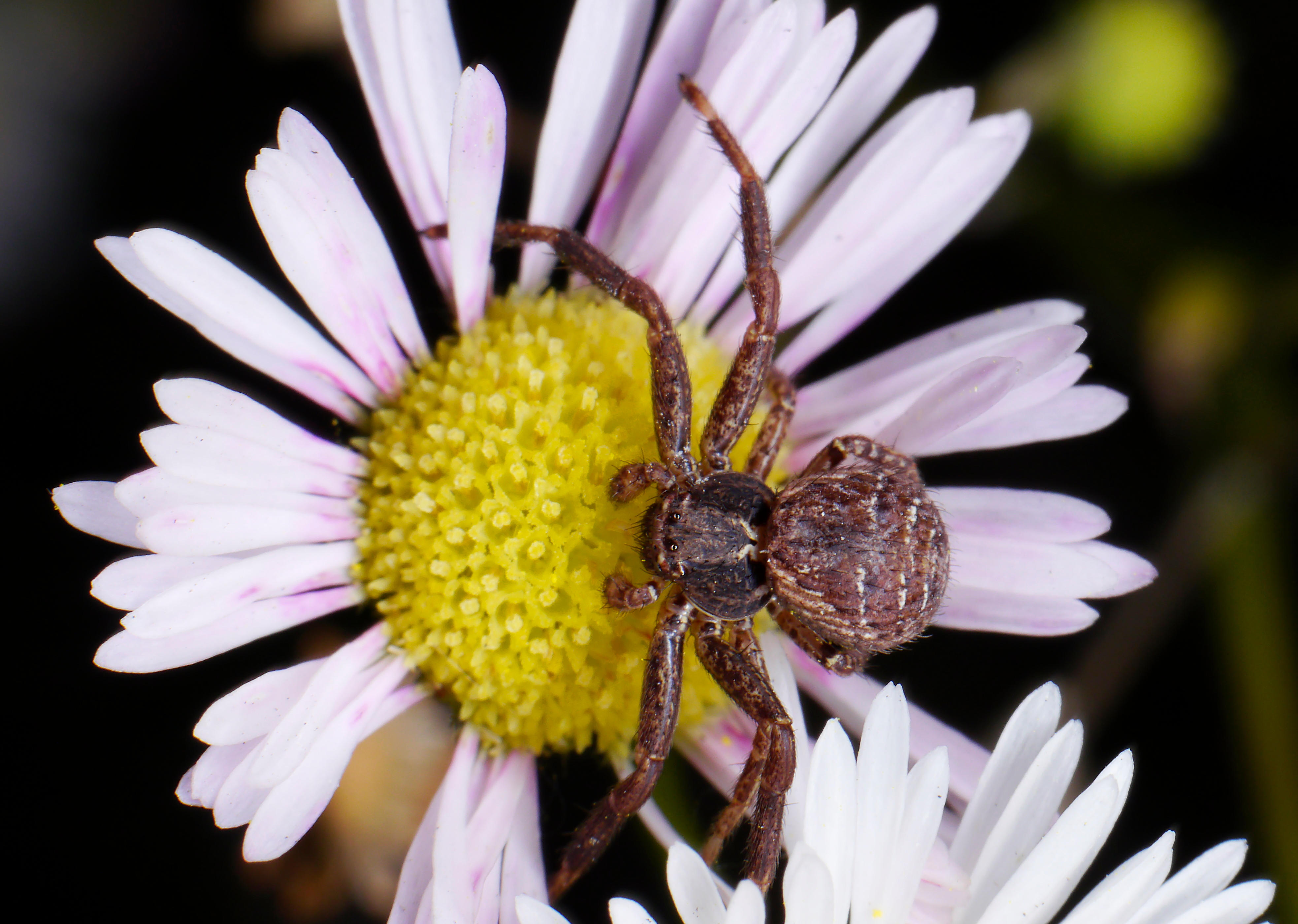
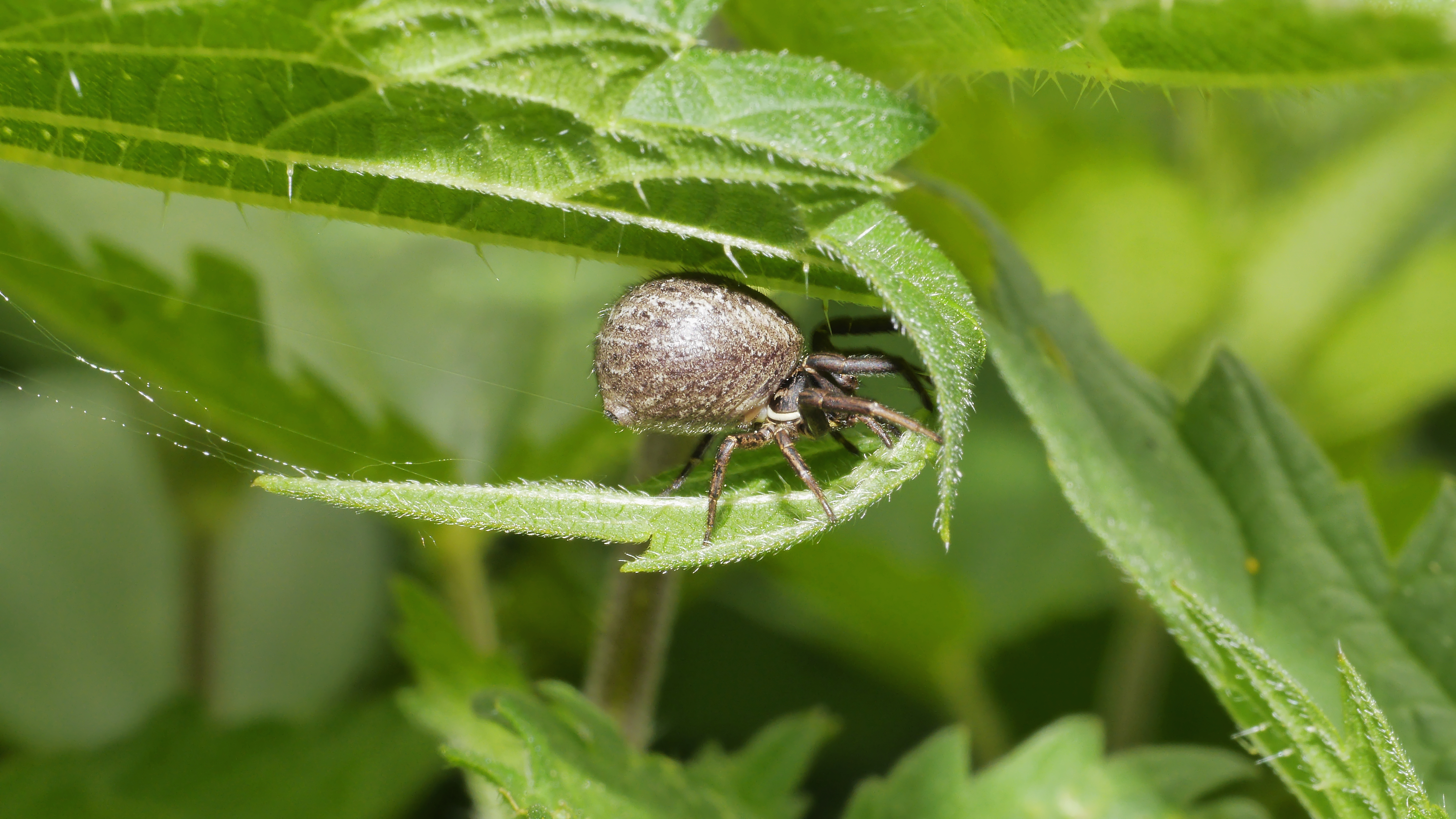
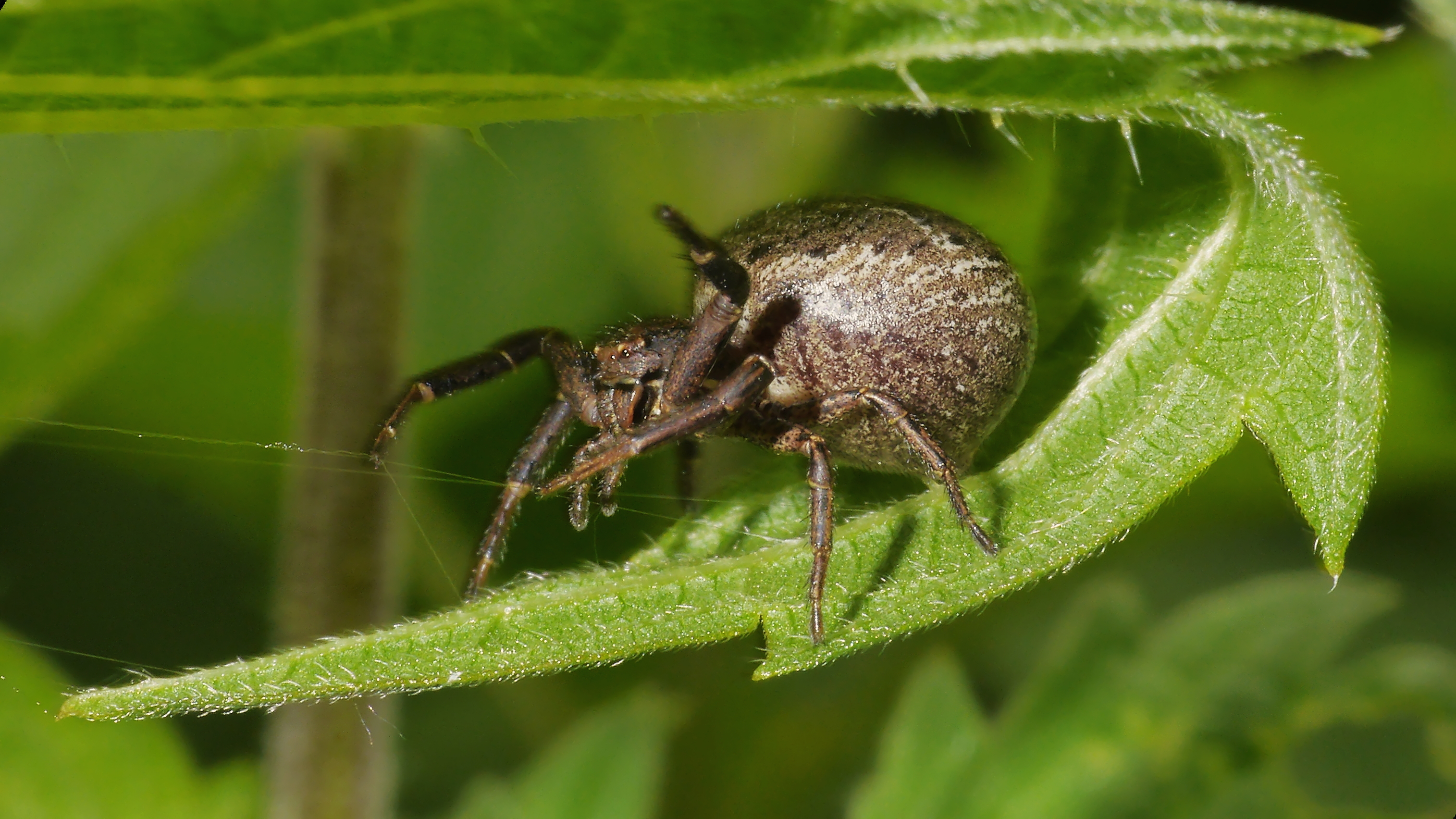